# John Ribat
John Ribat, M.S.C. (Volavolo, 9 de fevereiro de 1957) é um cardeal papuásio da Igreja Católica, sendo o atual arcebispo de Port Moresby

## Biografia
Depois de frequentar a escola primária em Naveo e Volavolo, ele passou a "Malabunga Governo High School" em Rabaul. Concluído o ensino médio no Seminário Menor "St. Peter Chanel" de Ulapia, entrou na congregação dos Missionários do Sagrado Coração, onde ele fez sua primeira profissão em 2 de fevereiro de 1979. Estudou filosofia e teologia no "Seminário Espírito Santo" de Bomana, e foi ordenado sacerdote em 1 de dezembro de 1985.
Depois da ordenação, e até 1991, ele serviu no ministério pastoral em diversas paróquias da diocese de Bereina; em seguida, ele seguiu um curso de formação em Manila e de 1992 a 1996, ele foi mestre de noviços. Em 1997 foi pároco e entre 1998 e 2000 foi Mestre de Noviços em Suva, nas Ilhas Fiji.
Em 30 de outubro de 2000, foi eleito para a sé titular de Macriana menor e nomeado Bispo-auxiliar da Diocese de Bereina. Recebeu a ordenação episcopal no dia 11 de fevereiro de 2001, sendo seu consagrante Gérard-Joseph Deschamps, S.M.M., bispo de Bereina, tendo como co-sagrantes Brian James Barnes, O.F.M., arcebispo de Port Moresby e Benedict To Varpin, arcebispo de Madang. Um ano mais tarde, em 12 de fevereiro de 2002, ele foi nomeado Bispo de Bereina.
Em 16 de abril de 2007, o Papa Bento XVI o nomeou arcebispo-coadjutor de Port Moresby e 26 de Março de 2008, ele tornou-se arcebispo metropolitano da arquidiocese.
Em 9 de outubro de 2016, durante o Angelus, o Papa Francisco anunciou a sua criação como cardeal no Consistório Ordinário Público de 2016. Em 19 de dezembro, recebeu o anel cardinalício, o barrete e o título de cardeal-presbítero de São João Batista de Rossi.